# Kitakami (croiseur)
Pour les articles homonymes, voir Kitakami (homonymie).
Le Kitakami (北上) était un croiseur léger de classe Kuma en service dans la Marine impériale japonaise. Le navire est baptisé sous le nom du fleuve Kitakami, situé dans la préfecture d'Iwate, au Japon.

## Historique

### Début de carrière
Sa quille est posée le 1er septembre 1919, il est lancé le 3 juillet 1920 et achevé le 15 avril 1921 à l'arsenal naval de Sasebo de Nagasaki. Peu après sa mise en service, le navire est basé à Mako, dans les îles Pescadores. Il est commandé par le capitaine Jinichi Kusaka de novembre 1931 à décembre 1932 puis par le capitaine Tomoshige Samejima de décembre 1932 à mars 1934. Au début de la seconde guerre sino-japonaise, il couvre le débarquement des forces japonaises dans le centre de la Chine.
Le 25 août 1941, le Kitakami retourne à Sasebo pour une reconversion en croiseur torpilleur (en). Il est alors équipé de 10 bancs quadruples de tubes lance-torpilles de 610 mm pour les torpilles Type 93 montés sur des extensions latérales de coque de 60 mètres de long, perdant son artillerie principale. Les modifications s'achèvent le 30 septembre 1941 et il rejoint la 9e division de croiseurs de la 1re flotte.

### Début de la guerre du Pacifique
Au moment de l'attaque sur Pearl Harbor, le Kitakami escorte des cuirassés de la flotte combinée de Hashira-jima vers l'archipel d'Ogasawara avant de revenir au Japon.
De janvier à mai 1942, le croiseur effectue des formations autour des îles japonaises. Lors de la bataille de Midway le 29 mai 1942, le Kitakami et son navire-jumeau Ōi font partie du groupe de soutien du Pacifique Nord du vice-amiral Shirō Takasu. Ils retournent au Japon en toute sécurité le 17 juin 1942.

### Transport rapide
En août et septembre 1942, à Kure puis à Yokosuka, les Kitakami et Ōi sont convertis en transports rapides. Les dix tubes lance-torpilles quadruples sont réduits à six et ils sont équipés de deux barges de débarquement Daihatsu et de rails de lancement, et deux montages triples de 25 mm Type 96 sont ajoutés. Les deux navires appareillent de Yokosuka le 12 septembre 1942 avec à leur bord les « forces navales spéciales de débarquement » Maizuru n ° 4. Ils atteignent les îles Truk le 4 octobre et les îles Shortland le 6 octobre avant de retourner aux Truk le 9.
La 9e division de croiseurs appareille de Truk le 21 novembre 1942 et arrive à Manille le 26 novembre où elle embarque des troupes. Elle appareille de Manille le lendemain et débarque les troupes à Rabaul le 4 décembre. De retour sur Truk, elle est signalée par l'USS Sculpin. La vitesse de la formation est telle que le Sculpin ne peut acquérir une position d'attaque. La 9e division de croiseur est dissoute fin novembre et le Kitakami est directement affecté à la flotte combinée. Le navire retourne à Sasebo à la fin de l'année.
En janvier 1943, le Kitakami participe au renforcement des forces japonaises en Nouvelle-Guinée, au cours duquel il escorte un convoi composé de la 20e division de Pusan à Wewak, via Palaos. En février, il escorte un convoi composé de la 41e division de Tsingtao à Wewak, via Palaos.
Le 15 mars 1943, le Kitakami est réaffecté dans la 16e division de croiseurs de la flotte régionale du Sud-Ouest en tant que navire de garnison à Surabaya. Durant les mois d'avril et de mai, il escorte trois convois de troupes de Surabaya à Kaimana (en), en Nouvelle-Guinée.
Le 23 juin 1943, les Kitakami, Ōi, Kinu et Kuma alors ancrés à Makassar sont bombardés par des Consolidated B-24 Liberator du 5e Air Force du 319e Escadron/90e groupe de bombardiers; le Kitakami n'est pas endommagé.
Après un passage à la base navale de Seletar (Singapour) au mois d'août, le Kitakami escorte un convoi de troupes de Singapour pour les îles Nicobar début septembre. Fin octobre, deux convois sont escortés à Port Blair, dans les îles Andaman.
Il appareille de Singapour le 23 janvier 1944 pour une mission de livraison de troupes aux îles Andaman, accompagné du croiseur lourd Aoba, des croiseurs légers Kinu et Oi, escortés du destroyer Shikinami. Ils arrivent à Port-Blair le 25 janvier et débarquent les troupes. Sur le chemin du retour, dans le détroit de Malacca, le Kitakami est touché par deux torpilles lancées par l'HMS Templar. Le croiseur est pris en remorque jusqu'à la baie d'Angsa, en Malaisie péninsulaire, par le Kinu où ils arrivent le 30 janvier tandis que l'Aoba et l'Oi rallient Singapour. Le 1er février, le croiseur est remorqué jusqu'à Singapour. Le destroyer Uranami, arrivé la veille, aide au remorquage. Les réparations se déroulent jusqu'au 21 juin 1944. Mais après avoir quitté Singapour pour escorter le pétrolier Kyokuto maru, le Kitakami commence à prendre l'eau. Le navire rejoint Cavite, dans les Philippines, où il est réparé du 12 au 26 juillet 1944. Malgré les réparations supplémentaires, le Kitakami prend encore l'eau lors de son voyage retour à Sasebo.

### Conversion en transport dekaiten

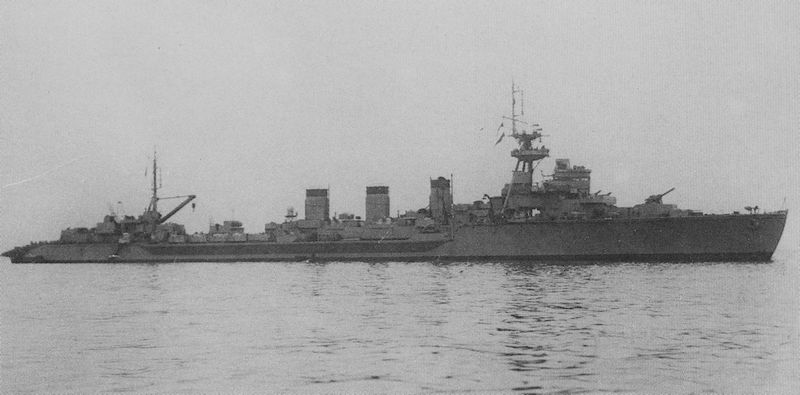
Le Kitakami le 20 janvier 1945 à l'arsenal naval de Sasebo.

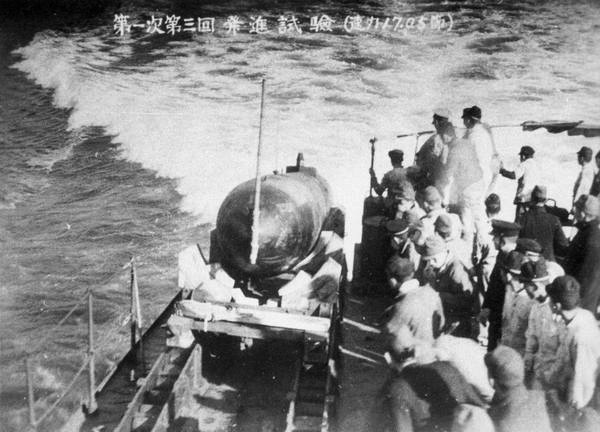
Mise à l'eau d'un Kaiten à partir du croiseur Kitakami lors d'un entrainement le 18 février 1945.

À partir du 14 août 1944, le Kitakami est réparé et modifié à l'arsenal naval de Sasebo, reconstruit en transport de kaiten, perdant une partie de ses machines, remplacées par une soute. On lui adapte une grue et un atelier pour ces torpille pilotées, dont il peut emporter 8 unités. La suppression de ses turbines réduit sa vitesse maximale de 36 à 23 nœuds (67 à 43 km/h). Son armement est remplacé par deux affuts doubles de canons type 89 de 127 mm et 67 canons type 96 à 25 mm, deux radars de recherche aérien Type 13 et un radar de recherche de surface Type 22 sont ajoutés.
Le 19 mars 1945, la Task Force 58 des porte-avions Essex, Intrepid, Hornet, Wasp, Hancock, Bennington et Belleau Wood attaquent l'arsenal naval de Kure. Plus de 240 appareils (Curtiss SB2C Helldivers, Vought F4U Corsair et Grumman F6F Hellcats) bombardent les cuirassés Hyūga, Ise, Yamato, Haruna, les porte-avions Amagi, Katsuragi, Ryūhō, Kaiyō et d'autres navires. Le Kitakami n'est pas endommagé.
En juillet 1945, le Kitakami doit recevoir 27 canons 25 mm de plus, portant le total à 94 canons, mais le 24 juillet 1945, environ 200 avions de la Task Force 38 des Essex, Ticonderoga, Randolph, Hancock, Monterey et Bataan attaquent de nouveau la zone de Kure. Le Kitakami est endommagé par mitraillage et 32 membres d'équipage sont tués, les modifications sont annulées.

### Après-guerre
À la capitulation du Japon le 2 septembre 1945, le Kitakami est l'un des rares croiseurs à avoir survécu à la guerre. Il est déplacé à Kagoshima et affecté au service de rapatriement.
Le Kitakami est rayé des listes le 30 novembre 1945 et démoli du 10 août 1946 au 31 mars 1947.